# Звезда (топология компьютерной сети)

Звездообразная топология

Звездообразная топология

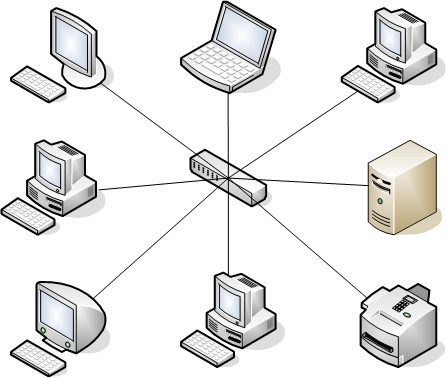
Звездообразная топология, используемая в сети

Звезда - базовая топология компьютерной сети, в которой все компьютеры сети присоединены к центральному узлу (обычно коммутатор), образуя физический сегмент сети. Подобный сегмент сети может функционировать как отдельно, так и в составе сложной сетевой топологии (как правило, «дерево»). Весь обмен информацией идет исключительно через центральный компьютер или агрегат, на который таким способом возлагается очень большая нагрузка, поэтому ничем другим, кроме сети, он заниматься не может. Как правило, именно центральный компьютер или агрегат является самым мощным в сетевом отношении, и именно на него возлагаются все функции по управлению сетью и передаче данных.

## Работа в сети
Рабочая станция, с которой необходимо передать данные, отсылает их на концентратор. В определённый момент времени только одна машина в сети может пересылать данные, если на концентратор одновременно приходят два пакета, обе посылки оказываются не принятыми и отправителям нужно будет подождать случайный промежуток времени, чтобы возобновить передачу данных.
Этот недостаток отсутствует на сетевом устройстве более высокого уровня — коммутаторе, который, в отличие от концентратора, подающего пакет на все порты, подает лишь на определённый порт — получателю. Одновременно может быть передано несколько пакетов. Сколько — зависит от коммутатора.

## Активная звезда
В центре сети находится сервер или другое активное сетевое оборудование.

## Пассивная звезда
В центре сети с данной топологией содержится концентратор, или коммутатор все пользователи в сети равноправны.

## Сравнение с другими типами сетей

### Достоинство
- на сегодняшний день самая распространённая топология в высокоскоростной локальной вычислительной сети;
- выход из строя одной рабочей станции не отражается на работе всей сети в целом;
- лёгкий поиск неисправностей и обрывов в сети;
- высокая производительность сети (при условии правильного проектирования);
- гибкие возможности администрирования;
- низкая стоимость;
- простота установки и масштабируемость сделали топологию звезды единственной общей топологией.

### Недостатки
- выход из строя центрального концентратора обернётся неработоспособностью сети (или сегмента сети) в целом;
- для прокладки сети зачастую требуется больше кабеля, чем для большинства других топологий;
- конечное число рабочих станций в сети (или сегменте сети) ограничено количеством портов в центральном концентраторе.

## Применение
Одна из наиболее распространённых топологий, поскольку достаточно легка в обслуживании. В основном используется в сетях, где используется кабель витая пара UTP категории 3 или 5.
Возможна реализация сложных иерархических сетей, каждый уровень которых представляет собой сеть вида звезда или несколько таких сетей.